# Lagocephalus suezensis
Lagocephalus suezensis is een straalvinnige vissensoort uit de familie van kogelvissen (Tetraodontidae). De wetenschappelijke naam van de soort is voor het eerst geldig gepubliceerd in 1953 door Clark & Gohar.